# Санта-Инес (Парана)
Санта-Инес (порт. Santa Inês) — муниципалитет в Бразилии, входит в штат Парана. Составная часть мезорегиона Северо-центральная часть штата Парана. Входит в экономико-статистический микрорегион Асторга. Население составляет 2140 человек на 2006 год. Занимает площадь 138,480 км². Плотность населения — 15,5 чел./км².

## История
Город основан 25 января 1961 года. 

## Статистика
- Валовой внутренний продукт на 2003 год составляет 16 398 882,00 реалов (данные: Бразильский институт географии и статистики).
- Валовой внутренний продукт на душу населения на 2003 год составляет 7731,68 реалов (данные: Бразильский институт географии и статистики).
- Индекс развития человеческого потенциала на 2000 год составляет 0,726 (данные: Программа развития ООН).